# Charles Taze Russell
Charles Taze Russell (Allegheny, 16 de fevereiro de 1852 — Pampa, 31 de outubro de 1916) foi um estudante da Bíblia e ministro cristão. Juntamente com um grupo de estudiosos da Bíblia organizou uma associação cristã cujos membros eram conhecidos como "Estudantes da Bíblia", dos quais eventualmente adotaram o nome Testemunhas de Jeová. Na época de Russell, esse grupo usou também os nomes "Associação Internacional dos Estudantes da Bíblia" ou Estudantes Internacionais da Bíblia". Atualmente, o nome Estudantes da Bíblia Associados também tem sido usado, com o complemento do lugar: Estudantes da Bíblia Associados do Centro de Ohio, etc.
Em fevereiro de 1881, foi cofundador da Sociedade Torre de Vigia de Sião e se tornou secretário-tesoureiro. Nessa época o presidente da Sociedade Torre de Vigia era William H. Conley. No dia 15 de dezembro de 1884, a Sociedade se torna jurídica, e Charles Taze Russell torna-se presidente. Após a sua morte, Joseph Franklin Rutherford lhe sucede como presidente.

## Sua formação pessoal
Era o segundo filho de Joseph L. e Ann Eliza Russell, presbiterianos e de ascendência escocesa-irlandesa. Charles era o segundo de cinco filhos, dos quais apenas duas sobreviveram até a idade adulta. A mãe de Charles faleceu a 25 de janeiro de 1861, quando ele tinha apenas nove anos, mas, desde a tenra idade, Charles foi influenciado pelos seus pais que tinham fortes inclinações religiosas. Com onze anos, Charles passou a ser sócio comercial do pai, o próprio rapazinho escrevendo os artigos do acordo sob o qual operava a empresa deles. Com quinze anos, estava associado ao pai numa crescente rede de lojas de roupas masculinas. Seu pai, Joseph, morreu a 17 de dezembro de 1897, com 84 anos.
Com o tempo, possuíram lojas em Pittsburgh, Filadélfia e em outras partes. Por todo esse tempo, o jovem Charles foi um estudante da Bíblia. Ao tornar-se mais velho, Russell questionava se certas doutrinas religiosas geralmente aceitas possuíam fundamentação bíblica. Em especial se preocupava com as doutrinas do inferno de fogo literal e da predestinação pessoal. Arrazoava ele: "Um Deus que usasse seu poder para criar seres humanos, os quais sabia de antemão e predestinara que fossem eternamente atormentados, não poderia ser sábio, nem justo, tampouco amoroso."
Em 1869, Charles Taze Russell "acidentalmente" assiste a uma reunião da Igreja Cristã do Advento, onde estava pregando o Pastor Jonas Wendell. A "fé oscilante" de Russell na Bíblia é restabelecida e conclui que vivia próximo do "tempo do fim". Porém, ele não se tornou um seguidor do movimento "Segundo Adventismo" nesse tempo e nem em qualquer altura posterior. Quase imediatamente Russell, seu pai e mais outros, formam um pequeno grupo de estudo da Bíblia em Allegheny, Pensilvânia, que haveria de evoluir gradualmente até se tornar esse novo movimento religioso.
Um dos associados de Russell escreveu: "Para avaliar se seu proceder se harmonizava com as Escrituras Sagradas, também para demonstrar sua própria sinceridade, ele decidiu testar a aprovação do Senhor conforme se segue: (1) devotar sua vida à causa; (2) investir sua fortuna na disseminação da obra; (3) proibir coletas em todas as reuniões; (4) depender de contribuições não solicitadas (inteiramente voluntárias) para dar continuidade à obra depois de esgotada sua fortuna".

### Restauração da sua fé
C. T. Russel foi educado por pais muito religiosos e, desde pequeno, tinha uma grande inclinação espiritual. Enquanto estava à procura do que achava ser a verdade, (João 8:32 -" e conhecerão a verdade, a e a verdade irá libertar-vos. ”As pessoas que estão “na verdade” sabem o que a Bíblia ensina e vivem de acordo com os princípios dela.) certa noite de 1869, aconteceu algo que restaurou sua então abalada fé. Nas suas próprias palavras, eis o que aconteceu:
"Como que por acaso, certa noite visitei uma sala poeirenta e mal-iluminada, onde eu ouvira dizer que se realizavam cultos religiosos, para ver se o punhado de pessoas que se reunia ali tinha algo mais sensato a oferecer do que as crenças das grandes religiões. Ali, pela primeira vez, ouvi algo sobre os conceitos dos adventistas (Igreja Cristã do Advento), sendo o Sr. Jonas Wendell o pregador… Assim, reconheço estar endividado com os adventistas e com outras denominações. Embora a exposição bíblica feita por ele não fosse inteiramente clara, …foi o suficiente, sob a orientação de Deus, para restaurar minha abalada fé na inspiração divina da Bíblia e para mostrar que os escritos dos apóstolos e dos profetas estão indissoluvelmente vinculados. O que ouvi me fez voltar à minha Bíblia para estudá-la com mais zelo e cuidado do que nunca antes, e serei sempre grato ao Senhor por esta orientação; pois, embora o adventismo não me tenha ajudado em nenhuma verdade específica, ajudou-me grandemente a desaprender erros, e assim me preparou para a Verdade." - Testemunhas de Jeová - Proclamadores do Reino de Deus.
Empenhando-se em contrariar ensinos que considerava errôneos, em 1873, Russell, com apenas 21 anos, escreveu e publicou, às suas próprias custas, um folheto intitulado O Objetivo e a Maneira da Volta do Senhor. Cerca de 50 mil exemplares foram publicados e o mesmo gozou de ampla distribuição.
Mais tarde, Russell lê uma revista  intitulada Arauto da Aurora, editada por Nelson H. Barbour. Num encontro pessoal, Barbour o convence da presença (em gr. parousía) invisível de Cristo, em Outubro de 1874. Barbour e Russell editaram conjuntamente o livro Três Mundos, e a Colheita Deste Mundo.
Num período de quarenta anos, alguns dos primeiros números da revista WatchTower, como os de dezembro de 1879 e de julho de 1880, chamavam atenção para 1914EC como um ano altamente significativo do ponto de vista das profecias bíblicas.
Em 1889, o inteiro quarto capítulo do Volume II de Millennial Dawn (Aurora do Milênio), mais tarde chamado Studies in the Scriptures (Estudos das Escrituras), fez um estudo sobre "Os Tempos dos Gentios".

### Livros publicados
No decorrer de uns 37 anos, Charles Russell escreveu seis volumes da série Aurora do Milênio, mais tarde chamada de Estudos das Escrituras. Estes eram (em inglês): Volume I, O Plano Divino das Eras (1886); Volume II, O Tempo Está Próximo (1889); Volume III, Venha Teu Reino (1891); Volume IV, O Dia da Vingança (1897, chamado mais tarde A Batalha do Armagedom), Volume V, A Expiação Entre Deus e o Homem (1899); Volume VI, A Nova Criação (1904). Russell não viveu para publicar o sétimo volume  intencionado desta série. Nesse tempo Russell também escreveu tratados, folhetos e artigos da Torre de Vigia.  

### Fotodrama da Criação
Em 1912, Russell e seus associados iniciaram um ousado empreendimento educacional muito avançado para a época. De fato, alcançaria milhões de pessoas no mundo inteiro. Tratava-se do Photo-Drama of Creation (Fotodrama da Criação) — uma combinação de filme cinematográfico e slides, sincronizada com gravações musicais e discursos gravados em fonógrafos. Durava cerca de oito horas e era apresentada em quatro sessões. Além do "Fotodrama" normal, havia também o "Drama Eureka", que consistia em discursos e músicas gravados ou então gravações junto com slides.
Essa notável apresentação transportava a assistência desde o tempo da criação até o fim do Milênio.
No mínimo, foram preparados 20 conjuntos de quatro partes cada um, o que tornava possível que uma parte do Fotodrama da Criação fosse exibida em 80 cidades todo dia. Era um verdadeiro desafio cumprir com esses 80 compromissos. Os horários de trem nem sempre eram convenientes. As congregações nem sempre podiam alugar locais de exibição nas datas desejadas. Contudo, até fins de 1914, o "Fotodrama" havia sido exibido a assistências que totalizavam mais de 9 000 000 de pessoas na América do Norte, Europa e Austrália.
Até fins de 1914, o Fotodrama da Criação havia sido apresentado a milhões de pessoas na América do Norte, Europa, Nova Zelândia e Austrália. O "Fotodrama" certamente foi um meio eficaz de alcançar as massas em relativamente curto período.
Nas apresentações do Fotodrama eram distribuídos o livreto "Cenário do Fotodrama da Criação", onde alguns slides do filme eram reproduzidos junto com um texto explicativo do assunto. Esse livreto é até hoje publicado pelos Estudantes da Bíblia.

### Viagens a serviço
Russell viajou extensivamente para disseminar as verdades encontradas Escrituras Sagradas. Ele foi repetidas vezes ao Canadá; falou no Panamá, na Jamaica e em Cuba; fez uma dúzia de viagens à Europa; e deu a volta ao globo numa turnê de evangelização. Enviou também outros homens para iniciar a pregação das boas novas e tomar a dianteira nela em campos estrangeiros. Adolf Weber foi enviado à Europa em meados da década de 1890, e seu ministério se estendeu da Suíça até a França, a Itália, a Alemanha e a Bélgica. E. J. Coward foi enviado à região do Caribe. Robert Hollister foi designado para o Oriente, em 1912. Ali foram preparados tratados especiais em dez idiomas, e milhões de exemplares foram distribuídos por toda a Índia, a China, o Japão e a Coreia, por distribuidores nativos. Também Recorreu-se a jornais para publicar sermões bíblicos, Estes não davam ênfase primária ao ano de 1914, mas ao propósito de Deus e à certeza do seu cumprimento. Em certa época, uns 2 000 jornais, com 15 000 000 de leitores, apresentavam regularmente esses sermões.

### Morte
Em 16 de outubro de 1916, Russell e seu secretário Menta Sturgeon empreenderam uma previamente programada turnê de conferências nas regiões do oeste e do sudoeste dos Estados Unidos. Mas Russell estava gravemente enfermo naquele tempo. A turnê os levou primeiro a Detroit, Michigan, via Canadá. Daí, depois de escalas em Illinois, Kansas e no Texas, os dois chegaram à Califórnia, onde Russell proferiu, em Los Angeles, seu último discurso, no domingo, 29 de outubro. Dois dias depois, no começo da tarde de terça-feira, 31 de outubro, Charles Taze Russell, aos 64 anos, faleceu num trem, em Pampa, Texas. A notícia de sua morte apareceu na The Watch Tower de 15 de novembro de 1916. Após os funerais no Templo, em Nova Iorque, e no Carnegie Hall, em Pittsburgh, Russell foi enterrado em Allegheny, no terreno da família de Betel, a pedido dele. Uma breve biografia de Russell e seu testamento foram publicados na The Watch Tower de 1º de dezembro de 1916. Após sua morte, uma grande luta pelo domínio da Sociedade Torre de Vigia foi travada. As circunstâncias de sua morte e a luta pelo poder são relatadas pelas Testemunhas de Jeová, em sua obra "Proclamadores do Reino de Deus", bem como pela obra "Quando o Pastor Russell Morreu", que conta a versão dos eventos segundo os Estudantes da Bíblia atuais.

## Controvérsias

### Estilo de liderança
Já em 1892, as opiniões e o estilo gerencial de Russell foram fortemente criticados por certos indivíduos associados ao seu ministério. Em 1893, um artigo foi escrito e distribuído aos Estudantes da Bíblia em Pittsburgh pelos associados Otto van Zech, Elmer Bryan, J. Adamson, SG Rogers, Paul Koetitz e outros. O artigo acusava Russell de ser um líder ditatorial, um homem de negócios astuto que parecia ansioso para coletar fundos da venda do livro Millennial Dawn, de enganar um deles financeiramente e de emitir milhares de livros do Millennial Dawn sob um pseudônimo feminino. Russell escreveu um livreto, A Conspiracy Exposed e Harvest Siftings, em resposta, publicando um extra para a revista Zion's Watch Tower de abril de 1894. Ele pretendia evitar os esforços de seus críticos para divulgar seus pontos de vista a uma audiência mais ampla do que os Estudantes da Bíblia. Mas nenhuma de tais acusações, foram comprovadas, inocentando o pastor Russell.

### Alegação de conduta imoral
Em 1897, a esposa de Russell, Mary, deixou-o depois de um desentendimento sobre o gerenciamento da revista Zion Watch Tower . Ela acreditava que, como sua esposa, ela deveria ter o mesmo controle sobre sua administração e igual privilégio ao escrever artigos, pregar e viajar para o exterior como seu representante. Em 1903, ela pediu separação judicial por motivos de crueldade mental, referindo-se ao celibato forçado, frieza e ao freqüente, tratamento indiferente por parte dele. A separação foi concedida em 1906, com Russell sendo obrigado a pagar pensão alimentícia.
Durante o julgamento, o advogado da Sra. Russell alegou que, em 1894, o Sr. Russell havia se envolvido em "intimidade imprópria" com Rose Ball, uma mulher de 25 anos. Russell cuidou dela como uma filha adotiva que dizia ser órfã. A Sra. Russell alegou que Ball tinha dito a ela que o Sr. Russell afirmou ser uma "medusa amorosa flutuando" para mulheres diferentes até que alguém respondeu aos seus avanços. O Sr. Russell tentou se defender dizendo que nunca usou essa linguagem para se descrever.
O Washington Post e o Mission Friend of Chicago reproduziram a história da "medusa", ao mesmo tempo em que acusavam Russell de conduta imoral. Posteriormente Russell processou os jornais por difamação; O júri decidiu a seu favor, concedendo-lhe uma indenização considerável e um acordo de que os dois artigos publicariam seus sermões semanais, bem como uma retração defendendo sua imagem.

### "Trigo milagroso"
Em 22 de março de 1911, o Brooklyn Daily Eagle relatou que Russell foi acusado de obter lucro de uma variedade de trigo chamada "trigo milagroso", de KB Stoner, de Fincastle, Virgínia, que alegou ter descoberto essa cepa. Russell vendeu o trigo por US$ 60 por bushel, muito acima do custo médio do trigo na época. Ao longo de 1912 e 1913, o Eagle continuou a relatar a suposta fraude de Russell. Russell tentou processar Eagle por calúnia, mas perdeu. Um especialista do governo investigou o "trigo milagroso" e disse que o mesmo "estava baixo nos testes do governo". Antes de entrar na corte, Eagle declarou que "o julgamento mostrará que o culto religioso do "pastor" Russell nada mais é do que um esquema de fazer dinheiro". Russell defendeu-se publicamente e por escrito, alegando que o trigo foi supostamente doado para a Sociedade Torre de Vigia. Ele disse que, embora vendido por US$ 1 por libra, Stoner supostamente vendeu por US$ 1,25 por libra. Russell alegou não ter nenhuma ligação financeira com o trigo e disse que ninguém solicitou o reembolso, embora o tivesse oferecido até um ano depois para qualquer um que estivesse insatisfeito com a compra.

### Qualificações
Em junho de 1912, o Rev. J.J Ross (1871-1935), Pastor da Igreja Batista da James Street em Hamilton, Ontário , publicou e distribuiu amplamente um folheto de quatro páginas intitulado "Alguns fatos sobre o 'pastor' de estilo autônomo Charles T. Russell" (Da Millennial Dawn Fame). Ele alegou que Russell estava envolvido em práticas comerciais questionáveis, tinha defraudado sua esposa separada e denunciou suas qualificações, legitimidade e exemplo moral como Pastor. Após vários atrasos, o caso veio a público pelo Magistrado G.F Jelfs da Polícia em 17 de março de 1913. Durante o interrogatório, Russell disse que havia freqüentado a escola pública Por sete anos, tendo a deixado quando tinha cerca de 14 anos de idade, para receber instruções de tutores particulares. Ele disse que tinha fluência em latim "até certo ponto", mas não conhecia o hebraico ou o grego, que ele nunca tinha sido ordenado por nenhum bispo ou ministro, e nunca tinha frequentado um seminário teológico, nem nenhuma escola de ensino superior. Os jornais Hamilton e Toronto Ontário relataram as alegações feitas por Ross e forneceram um breve esboço dos procedimentos judiciais.
Em 1 de abril de 1913, o Tribunal Superior de Ontário devolveu um veredicto de decisão de que Russell não tinha direito a indenização porque a divulgação não era susceptível de resultar em violência no Canadá. Na sequência do caso de difamação, Ross publicou uma edição expandida de 48 páginas, intitulada "Alguns fatos e mais fatos sobre o pastor de estilo autônomo Charles T. Russell". Neste trabalho, Ross afirmou que durante o processo em 17 de março de 1913, Russell havia repetidamente ministrado sob juramento, afirmando que ele foi ordenado, mas negando o mesmo quando foi interrogado, afirmando que ele conhecia a língua grega, mas quando lhe foi mostrado um trecho do Novo Testamento em grego ele não conseguiu reconhecê-lo.